# Roproniidae
Roproniidae zijn een familie uit de orde van de vliesvleugeligen (Hymenoptera).

## Taxonomie
De volgende taxa zijn bij de familie ingedeeld:
- Onderfamilie Roproniinae Provancher, 1886
  - Geslacht Ropronia 
  - Geslacht Ropronia He & Chen, 1991
    - Xiphyropronia tianmushanensis He & Chen, 1991
- Onderfamilie  † Beipiaosiricinae Hong, 1983
  - Geslacht  † Beipiaosirex Hong, 1983
    -  † Beipiaosirex parva Hong, 1983

  - Geslacht  † Jeholoropronia Ren, 1995
    -  † Jeholoropronia pingi Ren, 1995

  - Geslacht  † Liaoropronia Zhang & Zhang 2001
    -  † Liaoropronia leonina Zhang & Zhang 2001
    -  † Liaoropronia regia Zhang & Zhang 2001

  - Geslacht  † Mesohelorus Martynov, 1925
    -  † Mesohelorus haifanggouensis Wang, 1987
    -  † Mesohelorus muchini Martynov, 1925

  - Geslacht  † Mesoropronia Rasnitsyn, 1990